# Limbodessus occidentalis
Limbodessus occidentalis är en skalbaggsart som först beskrevs av Watts och William F. Humphreys 2004.  Limbodessus occidentalis ingår i släktet Limbodessus och familjen dykare. Inga underarter finns listade i Catalogue of Life.